# Heinrich von Achenbach
Pour les articles homonymes, voir Achenbach.
Heinrich Karl Julius Achenbach, à partir de 1888 von Achenbach, (né le 23 novembre 1829 à Sarrebruck et décédé le 19 juillet 1899 à Potsdam) est un juriste et homme politique prussien puis allemand.

## Biographie
Heinrich étudie le droit à Berlin puis à Bonn. En 1854, il passe son doctorat et devient Justiziar dans l'administration à Bonn. En 1859, il obtient son habilitation et en 1860 professeur exceptionnel à l'université de Bonn.
Avec Hermann Brassert (de), il fonde le journal Zeitschrift für Bergrecht (de) (le journal pour le code minier), un journal professionnel reconnu dans le monde germanique et au-delà.
En 1866, né son fils Adolf. Il devient également membre du Geheimer Bergrat (conseil des mines secrets). Il entre ensuite à la Chambre des représentants de Prusse et obtient un poste au ministère du commerce, cela le pousse en 1872 à déménager à Berlin pour se consacrer à la politique. Il est tout d'abord sous-secrétaire d'État au ministère de la culture. Le 13 mai 1873, il est nommé ministre du commerce et de l'industrie de Prusse. Il démissionne en 1878, et accède au poste de haut président de la province de Prusse-Occidentale puis de la province de Brandebourg l'année suivante. Il est anobli le 5 mai 1888.
Achenbach est un cofondateur du parti conservateur libre en 1867 et député pour la circonscription de Siegen. En 1874, il est élu pour la circonscription Arnsberg 1 (Wittgenstein - Siegen - Biedenkopf) au Reichstag. Il y siège cependant dans les rangs du parti impérial allemand. Il ne reste que très peu de temps au Reichstag, sa nomination au poste de représentant du Bundesrat rendant son mandat caduc en septembre 1874,.
Par ailleurs, il a beaucoup écrit sur l'histoire de Siegen et de ses environs.
Il est également membre des corps étudiants Corps Guestphalia Berlin en 1849 et Corps Rhenania Bonn (de).

## Famille
Heinrich von Achenbach est le fils du juriste Heinrich Moritz Achenbach (né le 10 avril 1797 à Siegen et décédé le 4 juillet 1865 au même endroit) et de sa femme Juliane, née Achenbach (née le 30 octobre 1793 à Siegen et décédée le 18 octobre 1833).
Heinrich von Achenbach se marie le 8 août 1859 à Soest à Marina Rollmann (née le 29 avril 1832 à Soest et décédée le 6 juin 1889 à Potsdam), qui est la fille du contrôleur des impôts Karl Friedrich Moritz Rollmann et de sa femme Henriette Luise Dorothea Helene née Vörster. Ensemble ils ont un fils dénommé Heinrich comme son père et Adolf.

## Distinctions
Il devient citoyen d'honneur de la ville de Siegen le 8 février 1887.
À Berlin plusieurs ponts et rues portent son nom :
- Achenbachbrücke, Berlin-Moabit - détruit lors de la Seconde Guerre mondiale et remplacé par le Wullenwebersteg (de)
- Achenbachstraße  (Arrondissement de Charlottenburg-Wilmersdorf)
- Achenbachstraße  (Berlin-Spandau)
- Achenbachpromenade (Arrondissement de Tempelhof-Schöneberg).

À Lünen, une ancienne mine portait son nom depuis 1897 : la Zeche Minister Achenbach.

## Œuvre
- (de) Das gemeine deutsche Bergrecht in Verbindung mit dem preußischen Bergrechte, 1871
- (de) Ein Beitrag zur Darstellung der deutschen Flur- und Agrarverfassung, 1863
- (de) Das französische Bergrecht, 1869
- (de) Hermann Brassert et Heinrich von Achenbach, Zeitschrift für Bergrecht, hrsg. im Auftrag des Bundesministeriums für Wirtschaft, 1860
- (de) Heinrich von Achenbach, Die Haubergs-Genossenschaften des Siegerlandes, Siegen, Forschungsstelle Siegerland, 1963
- (de) Heinrich von Achenbach, Geschichte der Stadt Siegen, Kreuztal, Die Wielandschmiede, 1894
- (de) Aus des Siegerlandes Vergangenheit, Kreuztal, Die Wielandschmiede, 1898